# George Abbott
George Francis Abbott (25. juni 1887 – 31. januar 1995) var en amerikansk teaterinstruktør, dramatiker, manuskriptforfatter og filminstruktør, hvis karriere strakte sig over 9 årtier.

## Tidlige liv
Abbott blev født i Forestville, New York til George Burwell Abbott og Hannah May McLaury. De flyttede senere til byen Slamanca, hvor hans far blev valgt til borgmester to gange.
I 1898 flyttede hans familie til Cheyenne i Wyoming hvor han gik på Kearney Military Academy. inden for få år, flyttede familien tilbage til New York hvor Abbott dimitterede fra Hamborg High School i 1907.
Fire år senere, opnåede han en Bachelor of Arts fra University of Rochester, hvor han skrev sit første skuespil, Perfectly Harmless til universitetets dramaklub.
Abbott tog derefter til Harvard University for at tage et kursus i dramatik ved George Pierce Baker. Under Bakers oplæring, skrev han The Head of the Family, der blev opført af Harvard Dramatic Club i 1912.
Han arbejdede derefter i et år som assisterende regissør på Bijou Theatre i Boston, hvor hans skuespil The Man in the Manhole vandt en konkurrence.

## Karriere
Abbott startede som skuespiller på Broadway i 1913, og havde sin debut i The Misleading Lady.
Mens han spillede med i flere forestillinger i New York, begyndte han at skrive. Hans første succesfulde skuespil var The Fall Guy fra 1925.
Hans første store hit var Broadway, skrevet og instrueret i samarbejde med Philip Dunning.
Det havde premiere 16. september 1926 på Broadhurst Theatre og blev opført 603 gange. Andre succeser fulgte, og det var et sjældent år, der ikke havde en Abbott-produktion på Broadway.
Han arbejdede også i Hollywood som manuskriptforfatter og filminstruktør, mens han fortsatte sit teaterarbejde.
I 1963 udgav han sin selvbiografi Mister Abbott.

## Personligt liv
Abbott var gift med Edna Lewis fra 1914 til hendes død i 1930; de havde et barn sammen. Skuespillerinden Mary Sinclair var hans anden kone. Deres ægteskab varede fra 1946 til de i 1951 blev skilt.
Han havde en lang romance med skuespillerinden Maureen Stapleton fra 1968 til 1978. Hun var 43 og han var 81 da deres affære startede. Ti år efter forlod han hende for en yngre kvinde.
Hans tredje ægtefælle var Joy Valderrama. De var gift fra 1983 til hans død i 1995.
Abbott var en energisk mand, der forblev aktiv efter sin 100-års fødselsdag med golf og dans. Han døde af et slagtilfælde den 31. januar 1995, i Miami Beach, 107 år gammel.